# Resolución 1497 del Consejo de Seguridad de las Naciones Unidas
La resolución 1497 del Consejo de Seguridad de las Naciones Unidas, adoptada el 1 de agosto de 2003, tras expresar su preocupación por la situación en Liberia, autorizó la intervención de una fuerza multinacional en la guerra civil para apoyar la aplicación de un acuerdo de alto el fuego utilizando "todas las medidas necesarias".
La resolución fue aprobada por 12 votos a favor, ninguno en contra y tres abstenciones de Francia, Alemania y México. Los tres países apoyaron la intervención, pero se opusieron a las exigencias de Estados Unidos en la resolución, que eximía de su jurisdicción a los soldados de países no partes en el Estatuto de Roma de la Corte Penal Internacional (CPI).

## Resolución

### Observaciones
El Consejo de Seguridad destacó la necesidad de crear un entorno seguro que respete los derechos humanos, el personal humanitario y el bienestar de la población civil, incluidos los niños. Recordó la obligación de las partes liberianas del acuerdo de alto el fuego firmado en Accra el 17 de junio de 2003 y las exigencias contenidas en la Resolución 1343 (2001) de impedir que grupos armados utilicen el territorio de los Estados para atacar a otros y desestabilizar las regiones fronterizas entre Guinea, Liberia y Sierra Leona.
Al determinar que la situación en Liberia representa una amenaza para la paz y la seguridad internacionales, el Consejo elogió a la Comunidad Económica de los Estados de África Occidental (CEDEAO) por sus esfuerzos y recordó la solicitud del Secretario General Kofi Annan de desplegar una fuerza internacional en Liberia. Desde la solicitud, se han generado controversias sobre la financiación de la misión y su participación.

### Consecuencias
En virtud del Capítulo VII de la Carta de las Naciones Unidas, el Consejo autorizó el establecimiento de una fuerza multinacional en Liberia para apoyar la aplicación del acuerdo de alto el fuego del 17 de junio. Al mismo tiempo, mantendría la seguridad tras la salida del presidente Charles Taylor y la instalación de una autoridad sucesora; crearía las condiciones para las actividades de desarme, desmovilización y reintegración y la prestación de ayuda humanitaria; y prepararía el despliegue de una fuerza de mantenimiento de la paz a largo plazo (posteriormente conocida como la Misión de las Naciones Unidas en Liberia) para el 1 de octubre de 2003.
Se solicitó a la Misión de las Naciones Unidas en Sierra Leona (UNAMSIL) que brindara apoyo logístico, durante un período limitado de 30 días, a los elementos de la CEDEAO de la fuerza multinacional en Liberia, sin comprometer su mandato en Sierra Leona. Los Estados participantes en la fuerza multinacional podían utilizar todas las medidas necesarias para cumplir su mandato, y se les pidió a todos que contribuyeran a la operación. Mientras tanto, los soldados de los países participantes en la fuerza multinacional que no eran parte de la CPI quedaron exentos de su jurisdicción. El embargo de armas impuesto a Liberia no se aplicaría al equipo destinado a ser utilizado por la fuerza, y se pidió a todos los Estados de la región que se abstuvieran de realizar acciones que pudieran desestabilizar las fronteras entre Costa de Marfil, Guinea, Liberia y Sierra Leona.
La resolución instó a todos los países y partes liberianas a cooperar con la fuerza multinacional y a garantizar la seguridad y la libertad de movimiento tanto de la fuerza como del personal humanitario. Se instó a Liberianos Unidos por la Reconciliación y la Democracia y al Movimiento por la Democracia en Liberia a respetar el acuerdo de alto el fuego del 17 de junio, poner fin a la violencia, acordar un marco político inclusivo para un gobierno de transición y abstenerse de tomar el poder por la fuerza. Las medidas de la resolución se revisarían en un plazo de 30 días y se solicitó al Secretario General que, a través de su Representante Especial, informara periódicamente al Consejo sobre la situación en Liberia.